# Maianthemum oleraceum
Maianthemum oleraceum là một loài thực vật có hoa trong họ Măng tây. Loài này được (Baker) LaFrankie mô tả khoa học đầu tiên năm 1986.